# Martina Gercke
Martina Gercke (* 14. September 1963 in Gelsenkirchen) ist eine deutsche Schriftstellerin.

## Leben
Martina Gercke studierte nach ihrem Abitur zwei Jahre lang an der Pädagogischen Hochschule Karlsruhe, bevor sie abbrach, um ab 1985 eine Ausbildung als Flugbegleiterin zu absolvieren. Während dieser Zeit lernte sie ihren späteren Mann kennen. Laut eigener Aussage schrieb sie während der Elternzeit die ersten zwei Geschichten, welche Kinder- und Jugendromane waren. Keines dieser Bücher wurde einem Verlag angeboten. Erst mit ihrem ersten Erwachsenenroman Holunderküsschen, welcher der Gattung der Chick lit zuzuordnen ist, ging Frau Gercke zu den Verlagen, jedoch wurde das Buch zunächst abgelehnt. Mit einem eigens entworfenen Cover stellte Gercke den Roman anschließend im November 2011 bei Amazon als E-Book online. Bereits nach vier Wochen war das Buch in den Top 100 der E-Books. Nach sechs Wochen war das Buch bereits auf Platz 1 der Kindle-Bestseller-Liste. Laut Amazon wurde es mit über 30.000 Downloads das erfolgreichste E-Book des ersten Halbjahres 2012. Mit dem anhaltenden Erfolg wurde Gercke von der Münchner Verlagsgruppe unter Vertrag genommen, wodurch ihr Buch beim mvg Verlag verlegt wurde.

## Plagiatsaffäre
Mit dem Erscheinen ihres zweiten Buches Champagnerküsschen wurden Vorwürfe laut, Gercke habe sich beim Schreiben ihrer Bücher bei Werken anderer Schriftsteller bedient. Sprach sie anfangs noch davon, dies sei „unbewusst“ geschehen, reagierte sie später mit der Aussage, dass sie vergessen habe, „Platzhalter“ zu beseitigen. In ihrem Debütroman Holunderküsschen, erschienen im November 2011, plagiierte und veränderte sie zahlreiche Textstellen aus neun Romanen: Sag’s nicht weiter, Liebling; Die Schnäppchenjägerin; Hochzeit zu verschenken; Göttin in Gummistiefeln und Charleston Girl von Sophie Kinsella; Schwerelos; Höhenrausch; Herzsprung und Endlich! von Ildikó von Kürthy. Für Champagnerküsschen, erschienen im Oktober 2012, kopierte und collagierte sie aus den Kinsella-Romanen Fast geschenkt und Sag’s nicht weiter, Liebling und aus den von-Kürthy-Romanen Schwerelos; Höhenrausch; Herzsprung und Freizeichen. Da die Bücher Kinsellas beim Goldmann Verlag verlegt werden, wurde der Anwalt der Verlagsgruppe Random House eingeschaltet, um die Vorwürfe zu prüfen und Schadenersatz zu fordern. Am 29. November 2012 kam es zu einem Lieferstopp der Bücher und Gerckes E-Books wurden aus dem Programm genommen. Anfang Januar 2013 kam es zu einer Einigung zwischen Goldmann und Gercke. Die Details der Einigung wurden vertraulich behandelt.
Mitte Mai 2013 erschienen Holunderküsschen und Champagnerküsschen als überarbeitete Neuausgaben bei Amazon im Kindle-Format. In der Neuausgabe von Holunderküsschen wurden erneut Plagiatstellen gefunden und dokumentiert. Ende Juni 2013 wurden überarbeitete Neuausgaben der E-Books auf der Amazon-Plattform eingestellt.

## Werke
- Holunderküsschen, Taschenbuch mvg Verlag 2012, 285 Seiten, ISBN 978-3-86882-290-8,  Taschenbuch Elysion Juli 2014
- Champagnerküsschen, Taschenbuch Elysion Verlag Juli 2014, ISBN 978-3-7396-3117-2
- Glücksstern mit Schwips, 2013, (E-Book), ISBN 978-3-7396-3116-5
- Alles nur (k)ein Mann, 2013, Martina Gercke und Katja Schneidt, Taschenbuch Elysion Verlag Juni 2014, ISBN 978-3-7368-6880-9
- Liebe auf Reisen, 2014 Martina Gercke, Taschenbuch Juni 2014 Amazon Create Space, ISBN 978-3-7368-3644-0
- Dünenkuss, 2014 Martina Gercke und Katja Schneidt (E-Book), Taschenbuch November 2014 Amazon Create Space, ISBN 978-3-7368-6850-2
- "Liebeswind – Sehnsucht nach dir 2014 Martina Gercke (E-Book), Taschenbuch Amazon Create Space, ISBN 978-3-7368-8355-0
- „Liebe kommt im Schottenrock“ 2015 Martina Gercke (E-Book), Taschenbuch Amazon Create Space, ISBN 978-3-7396-4601-5
- „Liebe stand nicht im Vertrag“ 2015 Martina Gercke (E-Book), Taschenbuch Amazon Create Space
- „Küss mich, Kaktus“ 2016 Martina Gercke & Simon Winters (E-Book), Taschenbuch Amazon Create Space, ISBN 978-3-7396-4058-7